# Exils : De Hitler à Hollywood
Pour plus de détails, voir Fiche technique et Distribution.
Exils : De Hitler à Hollywood (Cinema's Exiles: From Hitler to Hollywood) est un documentaire américain de Karen Thomas datant de 2006.

## Synopsis
Ce documentaire, mêlant document d'archives, extraits de films et interviews, retrace le parcours de personnalités du cinéma allemand qui à l'arrivée d'Adolf Hitler au pouvoir en 1933, choisissent, plus ou moins forcés, de s'exiler à Hollywood. On découvre comment des hommes et des femmes du cinéma germanophone (Fritz Lang, Ernst Lubitsch, Peter Lorre, Marlène Dietrich, Billy Wilder entre autres) ont dû s'adapter au système hollywoodien et se faire une place dans le cinéma américain. Ils ont grandement contribué à la création du film noir et ont apporté du sang neuf au genre de la comédie.

## Commentaires
- Marlène Dietrich et Ernst Lubitsch ont mis en place un système d'accueil pour leurs compatriotes réfugiés.
- On découvre dans ce documentaire qu'au casting de Casablanca de Michael Curtiz apparaît une pléiade d'acteurs et d'actrices issus du monde du spectacle germanophone, qui en leur temps avaient été des vedettes.
- Non seulement cet exil concerna des réalisateurs et des acteurs mais aussi des compositeurs, Franz Waxman notamment, ou des techniciens du cinéma.

## Fiche technique
- Titre français : Exils : De Hitler à Hollywood
- Titre original : Cinema's Exiles: From Hitler to Hollywood
- Réalisation : Karen Thomas
- Adaptation française : Sylvie Blum et Françoise Besnier
- Narration : Jean-Claude Dauphin
- Pays d'origine : États-Unis
- Langues : anglais, allemand
- Genre : Documentaire
- Durée : 80 minutes
- Dates de sortie : 2006